# Limbi germanice
Limbile germanice sunt o grupă de limbi indo-europene vorbite în centrul, nordul și nord-vestul Europei precum și în alte părți ale lumii. Limbile germanice, în special engleza și germana, sunt printre cele mai vorbite și învățate limbi din lume, fapt observat și în România.
Strămoșul comun al tuturor limbilor germanice este cunoscut sub numele de proto-germanică (sau germana comună), care a fost vorbită aproximativ din prima jumătate a mileniului 1 î.Hr. în timpul Epocii Fierului, în partea nordică a Europei. Proto-germanica, împreună cu toate limbile care au derivat din aceasta, este caracterizată de un număr de proprietăți lingvistice unice. Cea mai renumită dintre acestea este schimbul de consoane, cunoscut și sub numele de Legea lui Grimm. Varietăți timpurii ale limbii au început să apară odată cu migrația triburilor germanice din nordul Europei (i.e. Scandinavia) în secolul al II-lea î.Hr. spre partea central-nordică a continentului.
Cele mai vorbite limbi germanice sunt engleza și germana, cu aproximativ 300–400 milioane vorbitori și peste 100 de milioane respectiv. Acestea două aparțin grupului vestic de limbi germanice. Acest grup include de asemenea alte limbi importante, cum ar fi neerlandeza cu 23 de milioane de vorbitori și afrikaans cu mai mult de 6 milioane de vorbitori nativi. Grupa nordică a limbilor germanice include norvegiana, daneza și suedeza (care împreună formează subgrupa continentală) precum și islandeza și feroeza (care aparțin subgrupei insulare), care sunt vorbite împreună de un total de 20 de milioane de vorbitori. Etnologul SIL a listat un total de 53 de limbi germanice diferite.

## Caracteristici
Limbile germanice posedă un număr de caracteristici comune, unice față de cele ale altor limbi indo-europene.
Probabil cele mai cunoscute dintre aceste caracteristici sunt:
1. Schimbarea de sunet, cunoscută ca Legea lui Grimm sau Legea lui Verner, a fost factorul care a schimbat valoarea tuturor consoanelor oclusive din limbile indo-europene. (De exemplu, */t d dh/-ul original a devenit */θ t d/-ul germanic în majoritatea cazurilor; a se compara englezescul three cu latinescul tres, și similar two cu duo, do cu sanscritul dha-.) Recunoașterea a acestor două legi ale sunetelor a fost un eveniment important în înțelegerea caracterului regulat al schimbului sunetelor lingvistice și în dezvoltarea metodei comparative, care pune bazele lingvisticii istorice.
2. Dezvoltarea unui accent prozodic pe prima silabă a cuvântului, care a declanșat o reducere fonologică semnificativă a restului silabelor. Asta a declanșat și reducerea majorității cuvintelor de bază din engleză în monosilabe, și aspectului comun de limbi cu consoane grave al englezei moderne și al germanei. Exemple se găsesc în cuvintele proto-germanice transmise englezei: *strangiþō → strength (putere), *aimaitjō → ant (furnică), *haubudan → head (cap), *hauzijanan  → hear (păr), și germanei: *harubistaz → Herbst (toamnă), *hagatusjō → Hexe (vrăjitoare).
3. O schimbare cunoscută sub numele de umlaut germanic, care a modificat calitățile vocalei în cazul în care o vocală gravă (/i/, /iː/ sau /j/) trecea în a doua silabă. În general, vocalele posterioare erau anteriorizate, iar cele anterioare erau ridicate. În multe limbi, vocalele modificate erau indicate cu ajutorul unei treme (de exemplu, ä ö ü în germană, pronunțate /ɛ ø y/, respectiv). Această schimbare a rezultat în alternanțe universale în cuvintele înrudite - încă foarte proeminente în germana modernă, dar doar câteva urme în engleza modernă (de exemplu, mouse/mice (șoarece-șoareci), goose/geese (gâscă-gâște), broad/breadth (larg-lățime), tell/told (spune-spus), old/elder (bătrân-mai bătrân), foul/filth (murdar-murdărie), gold/gild (aur-auri). [7]
4. Un număr mare al valorilor pe care le pot avea vocalele. Engleza este un exemplu tipic, cu aproximativ 11-12 vocale în majoritatea dialectelor (nu sunt luați în considerare diftongii). Suedeza standard are 17 vocale pure, [8] germana standard și neerlandeza au 14, iar daneza are cel puțin 11. [9] Dialectul Amstetten, ce aparține germanei bavareze, are 13 distincții între vocalele lungi, fiind unul dintre cel mai complex din lume în acest sens. [10]
5. Verbul pe locul 2 (V2). O singură locuțiune substantivală sau element adverbial trebuie să se afle după verb; în particular, dacă un adverb sau o locuțiune prepozițională precede verbul, subiectul trebuie să fie următorul. Această caracteristică nu se mai găsește în engleza modernă, exceptând unele fraze învechite cum ar fi „Over went the boat” sau „Boom goes the dynamite” (Bum a făcut dinamita), dar este prezentă în toate celelalte limbile germanice moderne.

Alte caracteristici importante sunt:
1. Reducerea diverselor combinații dintre timpurile și aspectele gramaticale ale sistemului verbal indo-european în doar două: timpul prezent și timpul trecut (cunoscut și ca „preterit”).
2. O clasă mare de verbe care folosește sufix dental (/d/ or /t/) și nu alternanță vocalică (tremă) pentru a indica prezența timpului trecut. Acestea sunt verbele slabe din germană; verbele rămase, care folosesc tremă, sunt verbele tari din germană.
3. Unele cuvinte cu etimologii care sunt greu de legat de alte familii de limbi indo-europene, dar cu variante care apar în aproape toate celelalte limbi germanice.

## Istoric
Se crede că toate limbile germanice au apărut dintr-o limbă ipotetică proto-germanică, asemănătoare între ele datorită Legii lui Grimm și a Legii lui Verner. Asta a avut loc probabil în timpul epocii fierului pre-romane, din nordul Europei, după circa 500 î.Hr. Proto-germanica a fost cel mai probabil vorbită după 500 î.Hr.,  iar limba proto-nordică după secolul al II-lea, care mai târziu încă este destul de asemănătoare cu proto-germanica reconstruită de către filologi.
Conform datelor lingvistice și arheologice, se pare că ultima mare schimbare care a avut efecte asupra tuturor limbilor germanice a avut loc pe un teritoriu întins între sudul Suediei, sudul Norvegiei, Danemarca și cursul inferior al Elbei. 
Din perioada în care au fost atestate, varietățile de limbi germanice au fost împărțite în trei grupe: limbi germanice de vest, de est și de nord. Relația exactă dintre ele este greu de determinat doar din evidențele rare provenite de la inscripțiile  runice, dar se știe că ele au rămas mutual inteligibile în timpul perioadei marilor migrații., astfel unele varietăți individuale sunt dificil de clasificat.
Unele inscripții runice datând din secolele XVIII și IX au supraviețuit (cum ar fi Piatra Eggjum și Piatra Rök), unele texte în alfabetul latin din secolul al XII-lea au supraviețuit (Íslendingabók), și unele poezii scandinave datează cel mai devreme din secolul al IX-lea.
     Islandeză
     Feroeză
     Norvegiană
     Suedeză
     Daneză
     Scoțiană
     Engleză
     Frizonă
     Neerlandeză
     Germana inferioară
     Germană

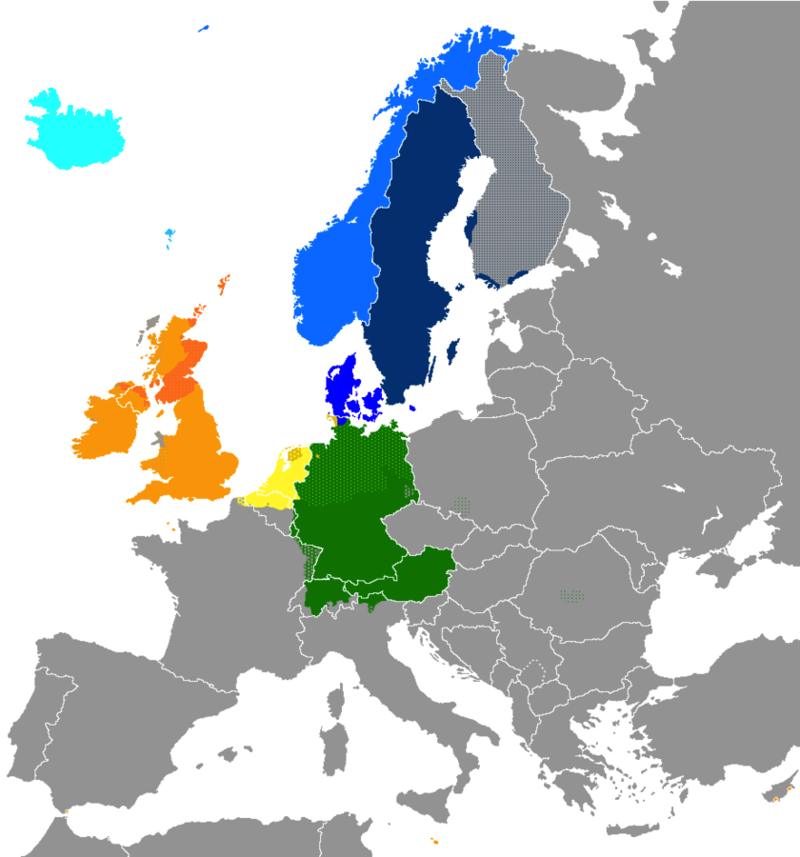
Disctribuția în prezent a limbilor germanice în Europa:
Limbi germanice de nord
Islandeză
Feroeză
Norvegiană
Suedeză
Daneză
Limbi germanice de vest
Scoțiană
Engleză
Frizonă
Neerlandeză
Germana inferioară
Germană
Punctele indică zonele în care poliglotismul este comun.

Cam din secolul al X-lea, varietățile de limbi germanice s-au diferențiat destul de mult pentru a nu mai fi mutual inteligibile. Contactul lingvistic dintre locuitorii vikingi din Danelaw și anglo-saxoni au lăsat urme asupra limbii engleze și se crede că aceasta a fost elementul care a facilitat decăderea gramaticii vechi a  englezei vechi, care a rezultat în apariția  englezei medii de prin secolul al XII-lea.
Grupa estică de limbi germanice a fost marginalizată de pe la sfârșitul perioadei marilor migrații. Burgunzii, goții și vandalii s-au asimilat din punct de vedere lingvistic vecinilor lor prin secolul al VII-lea, limba gotică crimeană fiind singura care a persistat până în secolul al XVIII-lea.
În timpul Evului Mediu Timpuriu, grupa vestică a limbilor germanice a fost separată în primul rând de către dezvoltarea insulară a englezei medii, iar în al doilea rând de către fenomenul lingvistic de schimb al consoanelor care s-a manifestat în cadrul germanei; în acest fel, s-au creat două varietăți principale de germană (inferioară și superioară) și alte varietăți gradate, denumite centrale (sau mijlocii). Până la începutul erei moderne, aceste schimbări au dus la crearea unor diferențe considerabile între limbi, variind ca în cazul germanei: germana superioară alemanică în sud și saxona inferioară nordică în nord. Deși ambele varietăți sunt considerate a reprezenta limba germană, vorbitorii dialectelor pot cu greu să se înțeleagă între ei. Varietățile sudice au completat al doilea schimb sonor, în timp ce varietățile nordice au rămas neafectate de către acest fenomen lingvistic.
Grupa nordică a limbilor germanice, pe de altă parte, au rămas unificate după 1000 d.Hr.; de fapt, limbile scandinavice continentale (suedeza, daneza și norvegiana) încă păstrează o oarecare inteligibilitate mutuală. Diferențele dintre limbile vestice continentale și insulare (cum este islandeza) se datorează în mare parte datorită faptului că gramatica limbii nordice veche a rămas practic neschimbată, în timp ce a celor continentale s-a schimbat foarte multe.

## Statut actual

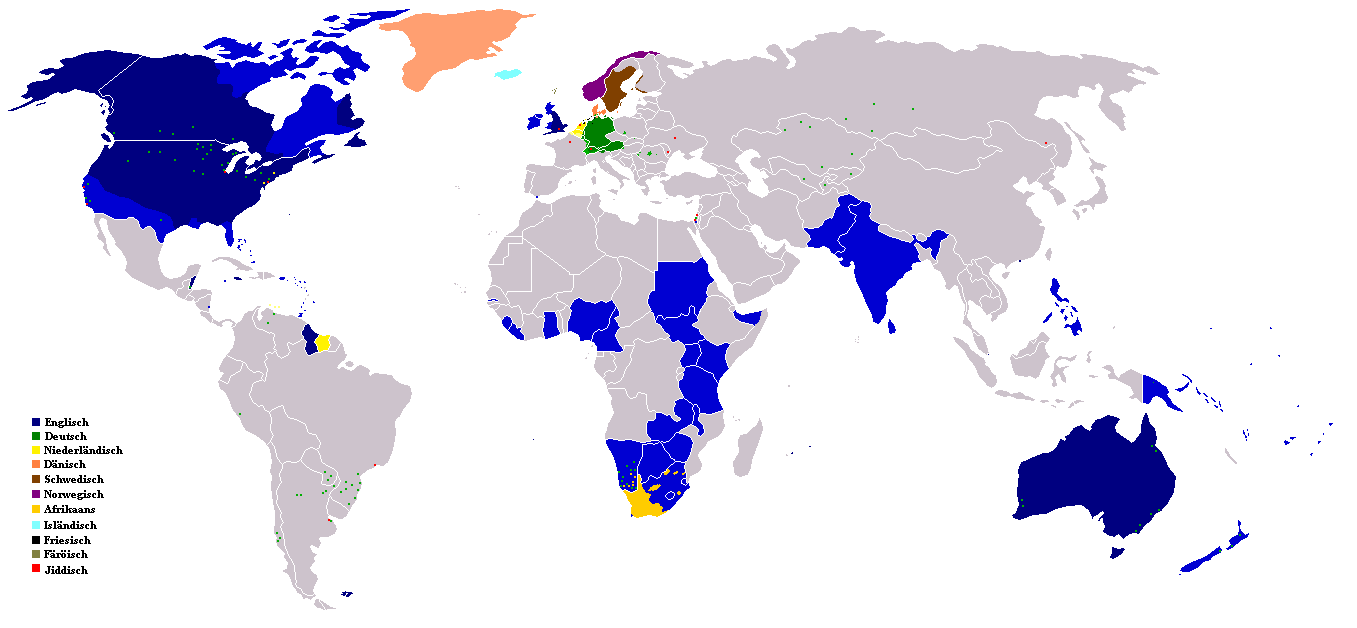
Răspândirea limbilor germanice în lume.

Limba engleză are statut oficial în Belize, Canada, Insulele Falkland, Noua Zeelandă, Filipine, Puerto Rico, Guam, și în alte foste colonii britanice din Asia, Africa și Oceania. În plus, este limba de facto a Regatului Unit, a Statelor Unite ale Americii și a Australiei.
Deși Germania a avut de asemenea câteva posesiuni coloniale, limba germană nu a rămas oficială după destrămarea dominației coloniale, astfel limba germană este vorbită doar minoritar sau ca limbă secundară de către comunitățile de imigranți din America de Nord și America de Sud, Australia și din țările africane, printre care se numără fosta colonie germană Namibia (vorbită de persoanele educate și în comerț); a fost odată limbă oficială acolo. Un dialect german, numit „Neerlandeza de Pennsylvania”, este încă prezentă printre populațiile de anabaptiși din Pennsylvania, Statele Unite.
Deși Țările de Jos are câteva posesiuni coloniale, neerlandez este oficială în Aruba, Belgia, Curaçao, Țările de Jos, Sint Maarten și Surinam.
Limba afrikaans este una dintre cele 11 limbi oficiale din Africa de Sud și este lingua franca în Namibia.
În afara Danemarcei, limba daneză este limbă oficială în teritoriile de peste ocean numite Insulele Feroe și este lingua franca și limba educației în Groenlanda, unde a fost limba oficială până în 2009.
Limba norvegiană este vorbită în afara Norvegiei în comunitățile de imigranți din nordul Statelor Unite.

## Clasificare

### Cronologică
Tabelul de mai jos arată succesiunea etapelor istorice semnificative a fiecărei limbi (orizontal) împreună cu grupările lor aproximative în subfamilii (vertical). 
| Epoca de fier pre-romană 500–100 î.Hr. | Epoca de fier pre-romană 500–100 î.Hr. | Epoca de fier Timpurie 100 î.Hr.–100 d.Hr. | Epoca de fier Târzie 100–300              | Perioada migrațiilor 300–600              | Evul Mediu Timpuriu 600–1100                  | Evul Mediu 1100–1350                | Evul Mediu Târziu 1350–1500          | Epoca Modernă Timpurie 1500–1700                | Epoca Modernă 1700 to present                   |
| Proto-Germanică                        | Germanice de vest                      | Irminonic (Elbe Germanic)                  | Germana primitivă superioară              | Germana primitivă superioară              | Germană superioară veche, Lombardă            | Germana superioară medie            | Germana superioară nouă timpurie     | Germana superioară nouă timpurie                | Germana superioară                              |
| Proto-Germanică                        | Germanice de vest                      | Irminonic (Elbe Germanic)                  | Germana primitivă superioară              | Germana primitivă superioară              | Germană superioară veche, Lombardă            | Germana superioară medie            | Germana superioară nouă timpurie     | Germana superioară nouă timpurie                | Germana standard                                |
| Proto-Germanică                        | Germanice de vest                      | Istvaeonic (Weser-Rhine Germanic)          | Frankish primitivă                        | Frankish veche                            | Germană centrală veche                        | Germana centrală medie              | Germana centrală nouă timpurie       | Germana centrală nouă timpurie                  |                                                 |
| Proto-Germanică                        | Germanice de vest                      | Istvaeonic (Weser-Rhine Germanic)          | Frankish primitivă                        | Frankish veche                            | Germană centrală veche                        | Germana centrală medie              | Germana centrală nouă timpurie       | Germana centrală nouă timpurie                  | Varietăți de germană centrală                   |
| Proto-Germanică                        | Germanice de vest                      | Istvaeonic (Weser-Rhine Germanic)          | Frankish primitivă                        | Frankish veche                            | Franconiană veche inferioară (Olandeză veche) | Olandeză medie timpurie limburgheză | Olandeză medie târzie de limburgheză | Limburgheză timpurie                            | Limburgheză                                     |
| Proto-Germanică                        | Germanice de vest                      | Istvaeonic (Weser-Rhine Germanic)          | Frankish primitivă                        | Frankish veche                            | Franconiană veche inferioară (Olandeză veche) | Olandeză medie timpurie             | Olandeză medie târzie                | Olandeza modernă timpurie                       | Varietăți de olandeză                           |
| Proto-Germanică                        | Germanice de vest                      | Istvaeonic (Weser-Rhine Germanic)          | Frankish primitivă                        | Frankish veche                            | Franconiană veche inferioară (Olandeză veche) | Olandeză medie timpurie             | Olandeză medie târzie                | Olandeza modernă timpurie                       | Afrikaans                                       |
| Proto-Germanică                        | Germanice de vest                      | Ingvaeonice                                | Saxonă primitivă (Ingvaeonică de sud-est) | Saxonă primitivă (Ingvaeonică de sud-est) | Saxonă veche                                  | Germană inferioară medie            | Germană inferioară medie             | Germană inferioară medie                        | Varietăți de germană inferioară                 |
| Proto-Germanică                        | Germanice de vest                      | Ingvaeonice                                | Anglo-frizone (Ingvaeonică de nord-est)   | Frizonă primitivă                         | Frizonă veche                                 | Frizonă veche                       | Frizonă veche                        | Frizonă medie                                   | Varietăți de frizonă                            |
| Proto-Germanică                        | Germanice de vest                      | Ingvaeonice                                | Anglo-frizone (Ingvaeonică de nord-est)   | Engleză primitivă                         | Engleză veche (Anglo-saxonă)                  | Engleză medie timpurie              | Engleză medie târzie                 | Engleză modernă timpurie                        | Varietăți de engleză                            |
| Proto-Germanică                        | Germanice de vest                      | Ingvaeonice                                | Anglo-frizone (Ingvaeonică de nord-est)   | Engleză primitivă                         | Engleză veche (Anglo-saxonă)                  | Engleză medie timpurie              | Scoțiană timpurie                    | Scoțiană medie                                  | Varietăți de scoțiană                           |
| Proto-Germanică                        | Germanice de nord                      | Germanice de nord                          | Limbi proto-nordice                       | Limbi proto-nordice                       | Nordica veche de vest runică                  | Islandeză veche                     | Islandeză veche târzie               | Varietăți de islandeză                          | Varietăți de islandeză                          |
| Proto-Germanică                        | Germanice de nord                      | Germanice de nord                          | Limbi proto-nordice                       | Limbi proto-nordice                       | Nordica veche de vest runică                  | Norvegiană veche                    | Feroeză veche                        | Feroeză                                         | Feroeză                                         |
| Proto-Germanică                        | Germanice de nord                      | Germanice de nord                          | Limbi proto-nordice                       | Limbi proto-nordice                       | Nordica veche de vest runică                  | Norvegiană veche                    | Old Norn                             | Norn                                            | Dispărută                                       |
| Proto-Germanică                        | Germanice de nord                      | Germanice de nord                          | Limbi proto-nordice                       | Limbi proto-nordice                       | Nordica veche de est runică                   | Norvegiană veche                    | Norvegiană veche                     | Norvegiană                                      | Norvegiană                                      |
| Proto-Germanică                        | Germanice de nord                      | Germanice de nord                          | Limbi proto-nordice                       | Limbi proto-nordice                       | Nordica veche de est runică                   | Daneză veche timpurie               | Daneză veche târzie                  | Daneză                                          | Daneză                                          |
| Proto-Germanică                        | Germanice de nord                      | Germanice de nord                          | Limbi proto-nordice                       | Limbi proto-nordice                       | Nordica veche de est runică                   | Suedeză veche timpurie              | Suedeză veche târzie                 | Suedeză veche timpurie and Dalecarlian dialects | Suedeză veche timpurie and Dalecarlian dialects |
| Proto-Germanică                        | Germanice de nord                      | Germanice de nord                          | Limbi proto-nordice                       | Limbi proto-nordice                       | Runic Old Gutnish                             | Early Old Gutnish                   | Late Old Gutnish                     | Gutnish                                         | dispărută                                       |
| Proto-Germanică                        | Germanice de est                       | Germanice de est                           | Germanice de est                          | Gotică                                    | Gotică                                        | (dialecte gotice neatestate)        | (dialecte gotice neatestate)         | Gotică crimeană                                 | dispărută                                       |
| Proto-Germanică                        | Germanice de est                       | Germanice de est                           | Germanice de est                          | Vandalică                                 | dispărută                                     | dispărută                           | dispărută                            | dispărută                                       | dispărută                                       |
| Proto-Germanică                        | Germanice de est                       | Germanice de est                           | Germanice de est                          | Burgundă                                  | dispărută                                     | dispărută                           | dispărută                            | dispărută                                       | dispărută                                       |

- ^1 There are conflicting opinions on the classification of Lombardic. Contrary to its isolated position in the table above, it also has been classified as close to either Upper German or Old Saxon.
- ^2 Late Middle Ages refers to the post-Black Death period. Especially for the language situation in Norway this event was important.
- ^3 From Early Northern Middle English.[14] McClure gives Northumbrian Old English.[15] In the Oxford Companion to the English Language (p. 894) the 'sources' of Scots are described as "the Old English of the Kingdom of Bernicia" and "the Scandinavian-influenced English of immigrants from Northern and Midland England in the 12-13c [...]." The historical stages 'Early—Middle—Modern Scots' are used, for example, in the "Concise Scots Dictionary"[16] and "A Dictionary of the Older Scottish Tongue".[17]
- ^4 The speakers of Norn were assimilated to speak the Modern Scots varieties.
- ^5 The Gutnish language today is practically a dialect of Swedish.
- ^6 Mainland Old Norwegian existed along a dialect continuum between West and East Old Norse.

### Contemporană

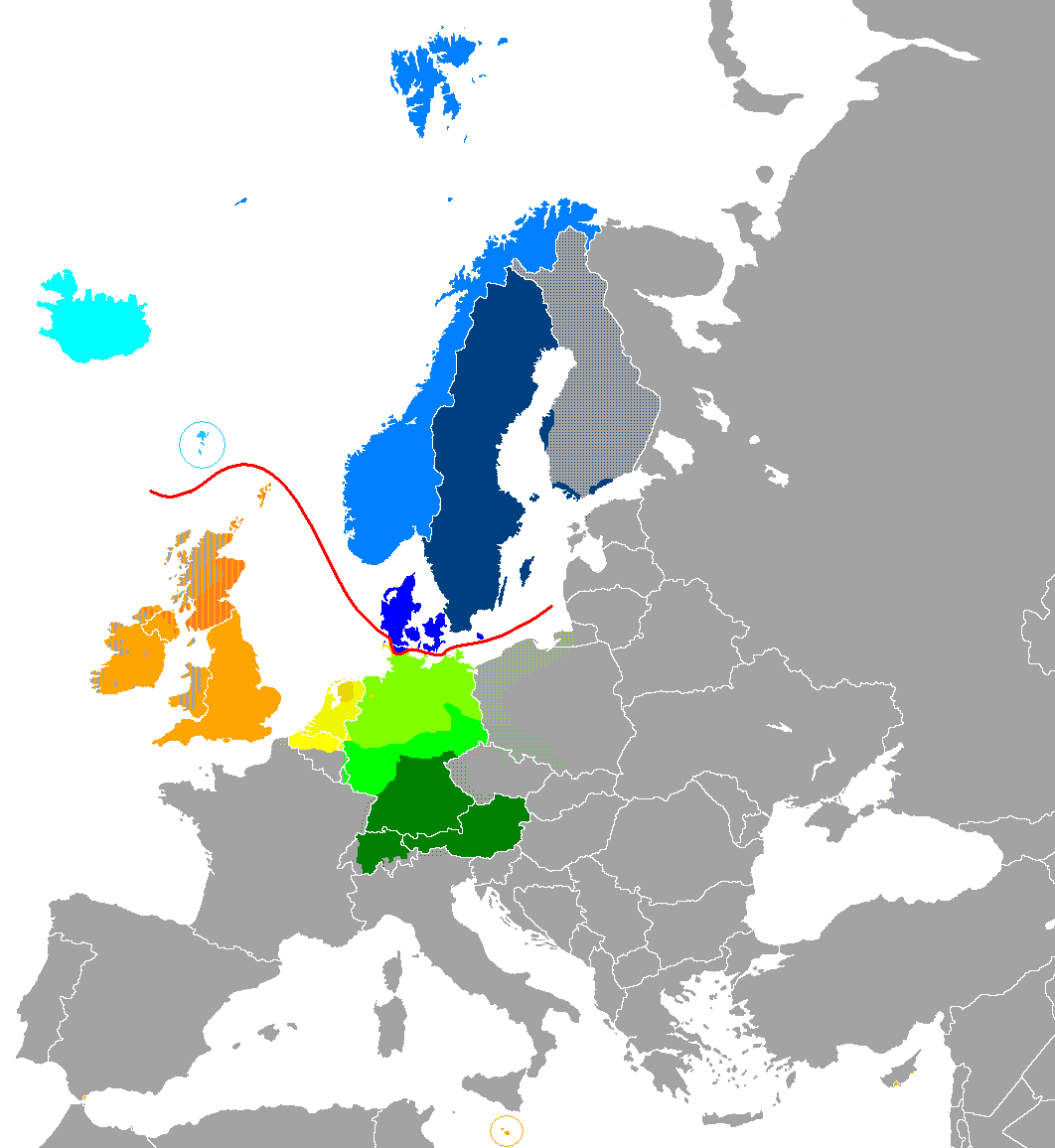
Limbile germanice în Europa

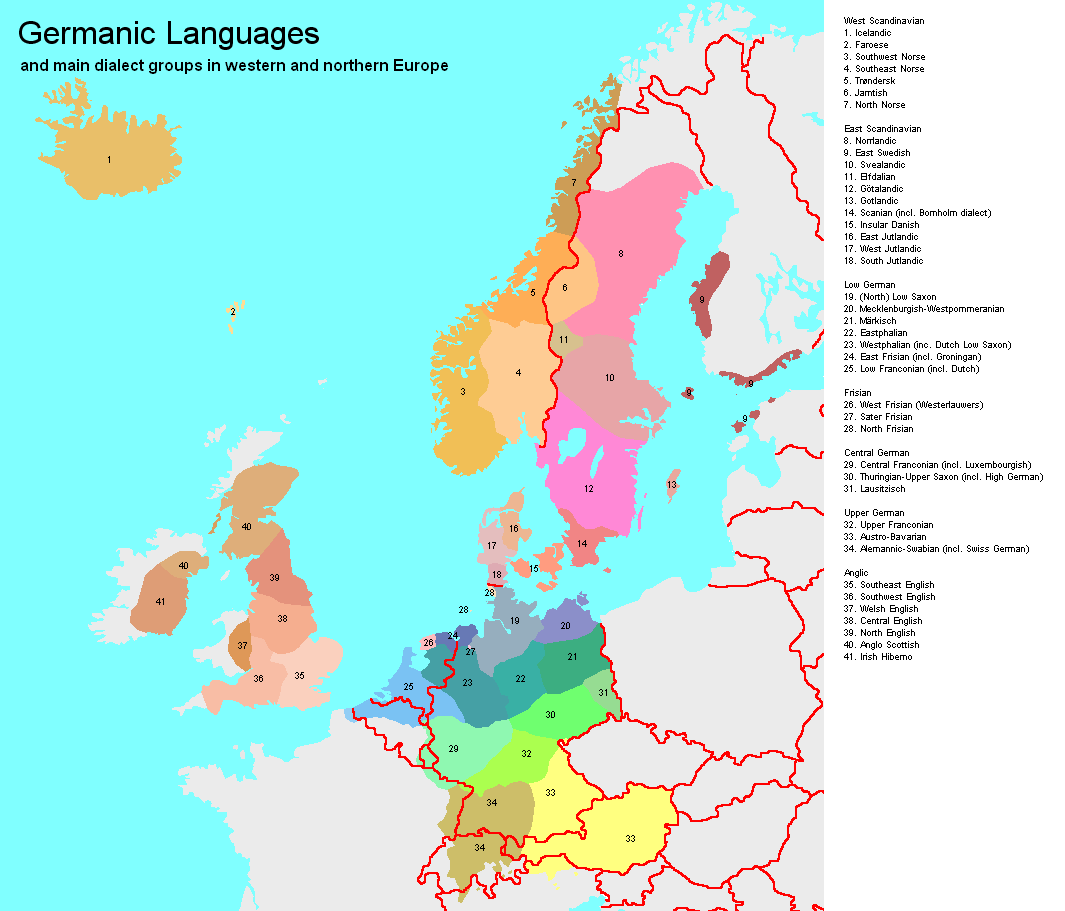
Limbile germanice și principalele grupuri de dialecte ale acestora

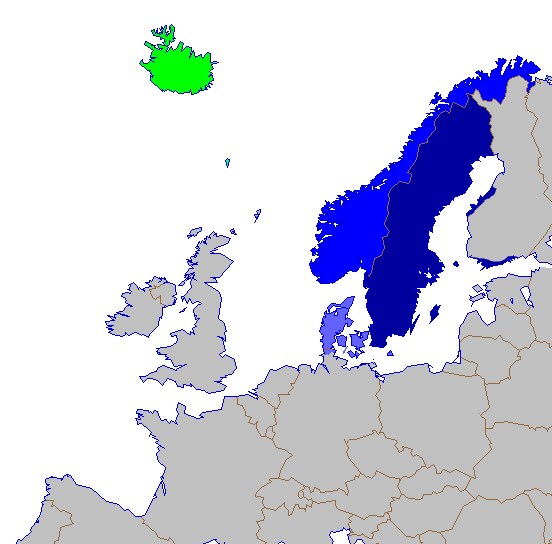
Harta limbilor germanice de nord sau scandinave

Toate limbile germanice provin de la limba proto-germanică în antichitate.
- Limbi germanice de vest
  - Limbile anglice (descinse de la engleza veche anglo-saxonă)
    - Limba engleză
      - Limba engleză din Insulele Cayman

  - Limbile frizone
    - Frizona occidentală
    - Frizona orientală
    - Frizona nordică

  - Germana joasă
    - Limbile franconiene
      - Limba neerlandeză
        - Limba flamandă

      - Limba afrikaans

    - Germana de jos
      - Saxona de jos septentrională
      - Bayerisch
      - Westfalian
      - Ostfalian
      - mecklenburghez/vest-pomeranez
      - pomeraneza mijlocie
      - brandenburgheza
      - pomeraneza de est
      - prusaca de jos
      - Plautdietsch (germană joasă menonită)

  - Germana înaltă
    - germana
      - Germana medie
        - Germana medie de est
          - Thüringisch
          - Lausitzisch-Neumärkisch
          - Nordobersächsisch
          - Hochpreußisch
          - Obersächsisch
          - Schlesisch

        - Germana medie de vest
          - Limba ripurană
          - Moselfränkisch
            - Limba luxemburgheză (Lëtzebuergesch)

          - Rheinfränkisch
          - Nordhessisch
          - Mittelhessisch
          - Osthessisch
          - Germana din Pennsylvania (vorbită de Amishi și de către alte grupuri în sud-estul statului Pennsylvania)

      - Germana de sus
        - Mittelalemannisch
        - Hochalemannisch
        - Höchstalemannisch
        - Niederalemannisch
        - Șvab
        - Alemán Coloneiro (vorbită în Venezuela)
        - Nordbairisch
        - Mittelbairisch
        - Südbairisch
        - Germana Hutterită (aka "tiroleza")
        - Limba lombardică (dispărută)

    - Limba idiș
- Limbi germanice de est: (descendente ale limbii goților)
  - Limba crimeană-gotică (dispărută în anii 1800)
  - Limba vandalică (dispărută)
- Limbi germanice de nord (scandinave):
  - Limbile vest-scandinave (insulare)
    - Limba islandeză
    - Limba feroeză

  - Limbile est-scandinave (continentale)
    - Limba suedeză
    - Limba norvegiană
    - Limba daneză

## Caracteristici lingvistice comune

### Fonologie
Toate dintre cele mai vechi limbi germanice împart un număr de caracteristici comune, despre care se crede că au fost moștenite de la o limbă proto-germanică. Din punct vedere fonologic, asta include schimbările importante de sunete cunoscute și sub denumire de Legea lui Grimm și Legea lui Verner, care au introdus un număr mare de consoane fricative; limbile proto-indo-europene (PIE) au avut doar una singură, /s/.
Cea mai importantă dezvoltare vocalică este contopirea (în majoritatea cazurilor) a vocalelor lungi și scurte /a/ și /o/, creându-se /a/ și /ō/ lung. Asta a afectat, de asemenea, și diftongii, astfel în limbile PIE /ai/ și /oi/ au fost unite în /ai/, iar /au/ și /ou/ au fost unite în /au/. /ei/ din limbile PIE a devenit /ī/ lung. /ē/ lung din limbile PIE s-a transformat într-o vocală notată ca /ē1/ (este admisă scrierea fonetică [ǣ]), în timp ce o nouă, destul de neobișnuită vocală lungă /ē2/ s-a dezvoltat în circumstanțe variate și necunoscute în totalitate. Proto-germanica nu a avut nicio vocală de frontală rotunjită, deși toate limbile germanice în afara goticii și-au adăugat-o ulterior prin procedeul i-umlaut.
Proto-germanica și-a dezvoltat un accent puternic pe prima silabă a rădăcinii (deși resturi ale accentului original din limbile PIE sunt vizibile datorită Legii lui Verner). Asta a dus la o distrugere constantă a vocalelor din silabele neaccentuate. În proto-germanică, aceasta a progresat doar până în punctul în care vocalele finale scurte absolute (altele decât /i/ și /u/) au fost pierdute și vocalele finale lungi absolute au fost scurtate, însă toate limbile literare timpurii manifestă o anumită stare de pierdere a vocalelor. În cele din urmă, acestea au dus practic, în unele limbi (ca engleza modernă), la pierderea tuturor vocalelor ce urmează după accentul principal și la creșterea constantă a unui număr mare de cuvinte monosilabice.

#### Tabel cu rezultate
Tabelul următor ilustrează rezultatele principalele efecte ale vocalelor și consoanelor din proto-germanică asupra altor limbi vechi. Pentru vocale, doar efectele în silabele accentuate sunt ilustrate. Efectele din silabele neaccentuate sunt relativ diferite, variind de la limbă la limbă, și depinzând de un număr de factori diverși (cum ar fi, dacă silaba a fost medială sau finală, dacă silaba a fost deschisă sau închisă sau dacă silaba precedentă a fost ușoară sau grea).
Notații:
- C- înseamnă înaintea unei vocale (cuvânt inițial, sau câteodată după o consoană).
- -C- înseamnă între vocale..
- -C înseamnă după o vocală (cuvânt final sau înainte de o consoană).  Efectele cuvântului-final au avut loc în general după suprimarea vocalelor scurte finale (care a avut loc după proto-germanică, și s-a reflectat în cadrul istoriei în toate limbile scrise cu excepția limbii proto-nordice).
- Cele trei notații sunt scrise în ordinea C-, -C-, -C. Dacă una dintre ele este omisă, cea precedentă este folosită. De exemplu, f, -[v]- înseamnă că [v] apare după o vocală, indiferent de ce urmează.
- Ceva ca a(…u) înseamnă "a dacă /u/ apare în silaba următoare".
- Ceva ca a(n) înseamnă "a dacă /n/ urmează imediati".
- Ceva ca (n)a înseamnă "a dacă /n/ precedă imediat".

| a           | a               | a, ɔ(…u)                           | æ, a(…a), a/o(n), æ̆ă(h,rC,lC)                | a               |
| a(…i)       | a               | e, ø(…u)                           | e, æ, ĭy̆(h,rC,lC)                            | e, a(hs,ht,Cw)  |
| ãː          | aː              | aː                                 | oː                                           | aː              |
| ãː(…i)      | aː              | æː                                 | eː                                           | äː              |
| æː          | eː, ɛː(V)       | aː                                 | æː, æa(h)                                    | aː              |
| æː(…i)      | eː, ɛː(V)       | æː                                 | æː                                           | äː              |
| e           | i, ɛ(h,hʷ,r)    | ja, jø(…u), (w,r,l)e, (w,r,l)ø(…u) | e, ĕŏ(h,w,rC)                                | e, i(…u)        |
| e(…i)       | i, ɛ(h,hʷ,r)    | i, y(…w)                           | i                                            | i               |
| eː          | eː, ɛː(V)       | eː                                 | eː                                           | ie              |
| i           | i, ɛ(h,hʷ,r)    | i, y(…w)                           | i, ĭŭ(h,w,rC)                                | i               |
| iː          | iː              | iː                                 | iː, iu(h)                                    | iː              |
| oː          | oː, ɔː(V)       | oː                                 | oː                                           | uo              |
| oː(…i)      | oː, ɔː(V)       | øː                                 | eː                                           | üö              |
| u           | u, ɔ(h,hʷ,r)    | u, o(…a)                           | u, o(…a)                                     | u, o(…a)        |
| u(…i)       | u, ɔ(h,hʷ,r)    | y                                  | y                                            | ü               |
| uː          | uː, ɔː(V)       | uː                                 | uː                                           | uː              |
| uː(…i)      | uː, ɔː(V)       | yː                                 | yː                                           | üː              |
| ai          | ai              | ei, ey(…w),aː(h,r)                 | aː                                           | ei, eː(r,h,w,#) |
| ai(…i)      | ai              | ei, æː(h,r)                        | æː                                           | ei, eː(r,h,w,#) |
| au          | au              | au, oː(h)                          | æa                                           | ou, oː(h,T)     |
| au(…i)      | au              | ey, øː(h)                          | iy                                           | öü, öː(h,T)     |
| eu          | iu              | juː, joː(T)                        | eo                                           | io, iu(…i/u)    |
| eu(…i)      | iu              | yː                                 | iy                                           | io, iu(…i/u)    |
| p           | p               | p                                  | p                                            | pf-, -ff-, -f   |
| t           | t               | t                                  | t                                            | ts-, -ss-, -s   |
| k           | k               | k                                  | k, tʃ(i,e,æ)-, -k-, -(i)tʃ-, -tʃ(i)-         | k-, -xx-, -x    |
| kʷ          | kʷ              | kv, -k                             | kw-, -k-, -(i)tʃ-, -tʃ(i)-                   | kw-, -xx-, -x   |
| b-, -[β]-   | b-, -[β]-, -f   | b-, -[v]-                          | b-, -[v]-, -f                                | b               |
| d-, -[ð]-   | d-, -[ð]-, -þ   | d-, -[ð]-                          | d                                            | t               |
| [ɣ]-, -[ɣ]- | g-, -[ɣ]-, -[x] | g-, -[ɣ]-                          | g-, j(æ,e,i)-, -[ɣ]-, -j(æ,e,i)-, -(æ,e,i)j- | g               |
| f           | f               | f, -[v]-                           | f, -[v]-, -f                                 | f               |
| þ           | þ               | þ, -[ð]-                           | þ, -[ð]-, -þ                                 | d               |
| x           | h               | h, -∅-                             | h, -∅-, -h                                   | h               |
| xʷ          | hʷ              | xv, -∅-                            | hw, -∅-, -h                                  | hw, -h-         |
| s           | s               | s-, -[z]-                          | s-, -[z]-, -s                                | ṣ-, -[ẓ]-, -ṣ   |
| z           | -z-, -s         | r                                  | -r-, -∅                                      | -r-, -∅         |
| r           | r               | r                                  | r                                            | r               |
| l           | l               | l                                  | l                                            | l               |
| n           | n               | n-, -∅(s,p,t,k), -∅                | n, -∅(f,s,þ)                                 | n               |
| m           | m               | m                                  | m                                            | m               |
| j           | j               | ∅-, -j-, -∅                        | j                                            | j               |
| w           | w               | ∅-, v-(a,e,i), -v-, -∅             | w                                            | w               |

1. ↑  Sistemul de scriere gotic folosește pronunția lui ‹ai› pentru a reprezenta vocalele care derivă în mod primar din patru surse diferite: 
  1. Proto-germanicul /ai/
  2. Proto-germanicul /eː/ și /æː/ înainte de vocale
  3. Proto-germanicul /e/ și /i/ înainte de /h/, /hʷ/ și /r/
  4. Grecescul/ɛ/.

Pronunția lui ‹au› este în mod similar folosită pentru reprezentarea vocalelor primare care derivă în mod primar din patru surse:
  1. Proto-germanicul /au/
  2. Proto-germanicul /oː/ și /uː/ înainte de vocale
  3. Proto-germanicul /u/ înainte de /h/, /hʷ/ și /r/
  4. Grecescul /ɔ/.

It is generally agreed that the outcome of case 2 was pronounced [ɛː/ɔː] in Gothic, distinct from the vowels written ‹e› and ‹o›, which were pronounced [eː/oː]. Likewise, it is generally agreed that the outcomes of cases 3 and 4 were pronounced [ɛ] and [ɔ] in Gothic.  However, there is some argument over whether the outcomes of case 1 were still pronounced as diphthongs [ai/au], as in Proto-Germanic, or had merged with case 2 as monophthongs [ɛː/ɔː]. There is some historical evidence (particularly from Latin spelling variations of Gaut- vs. Gōt-, used to represent the name of the Goths) that the Proto-Germanic diphthongs had changed into monophthongs shortly before (i.e., within a century of) the time of Wulfila, who designed the Gothic alphabet and wrote the Gothic Bible c. 360 AD. This accords with the fact that Wulfila used the same symbols ‹ai/au› to represent all the outcomes, despite the fact that the spellings ‹aj/aw› were available to unambiguously represent diphthongs (and, in fact, alternate with ‹ai/au› in a number of nominal and verbal paradigms). The use of the spelling ‹ai› to represent a monophthong [ɛ(ː)] was evidently in imitation of 4th century Greek, where ‹ai› likewise stood for [ɛː], and ‹au› was apparently created by analogy. Consistent with many sources (e.g., Bennett (1980)), the phonology described here is that of "Pre-Gothic" (i.e., the phonology of Gothic just before the monophthongization of /ai/ and /au/).

### Morfologie
Cea mai veche limbă germanice are morfologia tipică flexibilă complexă a limbilor indo-europene vechi, care conțin patru sau cinci cazuri gramaticale; verbele marcate pentru persoane, numere, timpuri și moduri; substantive multiple și clase verbale; câteva articole sau fără; și mai degrabă cuvintele libere. Limbile germanice vechi sunt renumite pentru faptul că au doar două timpuri verbale (prezent și trecut), cu trei aspecte trecut-viitor specific limbilor PIE (imperfect, aorist și perfect/stativ) unite într-unul și niciun timp nou (viitor, mai mult ca perfect, etc.) în dezvoltare. Au existat trei moduri: indicativ, subjonctiv (dezvoltat din optativul limbilor PIE) și imperativ. Verbele gotice au avut un număr de caracteristici arhaice moștenite de la limbile PIE care au fost pierdute în alte limbi germanice (cu excepția unor urme), printre care se numără finalul dublu, vocea pasivă flexibilă (derivată din vocea mediopasivă a limbilor PIE), și o clasă de verbe cu reduplicare în cadrul timpului trecut (derivat din timpul perfect al limbilor PIE). Sistemul complex de timpuri verbale al englezei moderne (cum se regăsește în enunțurile: In three months, the house will still be being built.- În trei luni, casa va fi încă în construcție (formă continuă), sau If you had not acted so stupidly, we would never have been caught, - dacă nu te-ai fi purtat atât de stupid, noi nu am fi fost prinși niciodată) este aproape în totalitate datorată dezvoltării ulterioare (deși paralelă în mare parte a restului limbilor germanice).
Printre invoațiile primordiale din proto-germanică se numără verbele la prezent preterite, un set special de verbe a căror timp prezent seamănă cu timpul trecut al altor verbe și care este originea a mare parte dintre verbele modale din limba engleză; o terminație de trecut (pentru așa-zisele verbe slabe, marcate cu -ed în engleză) care apare în diverse forme ca /d/ or /t/, probabil derivate de la verbul to do (a face); și alte două seturi separate de terminații adjectivale, la origine corespunzătoare unor deosebiri dintre semantica indefinită ("a man" - un om, cu o combinație de terminații adjectivale și pronominale din limbile PIE) și semantica definită ("the man" - omul, cu terminații derivate din substantivele n-stem din limbile PIE). 

#### Substantivele și adjectivele tari și slabe
La origine, adjectivele din limbile PIE aveau aceleași clase de declinații ca și substantivele. Cele mai cunoscute clase (clasele o/ā) foloseau o combinație de terminații în o pentru genurile masculin și neutur și terminații în ā pentru genul feminin, însă alte clase cunoscute (cum ar fi clasele i și u) au folosit terminațiile de la o singură declinație vocalică pentru toate genurile, și au existat și alte clase bazate pe alte declinații. Un set relativ diferit de terminații „pronominale”  au fost folosite pentru pronume, determinanți și cuvinte cu semantică asociată (de exemplu, „tot”, „doar”)
O inovație importantă în limba proto-germanică a fost dezvoltarea a două seturi separate de terminații adjectivale, a origine corespondente unei deosebiri dintre semanticul indefinit („un om”) și semanticul definit („omul”). Terminațiile adjectivelor indefinite au fost derivate dintr-o combinație de terminații pronominale cu declinațiile adjectivale bazate pe vocale - de obicei clase o/ā (clase terminate în a/ō în contextul limbilor germanice) dar câteodată și clase i sau u. Adjectivele definite, totuși, au avut terminații bazate pe substantivele cu terminație n. La început, ambele tipuri de adjective au putut fi folosite, dar deja din timpul proto-germanicii a evoluat un model în care adjectivele definite trebuiau să fie însoțite de un determinant cu semantică definită (de exemplu, articol definit, pronume demonstrativ, pronume posesiv), în timp ce adjectivele indefinite erau utilizate în alte circumstanțe (fie însoțit de un cuvânt cu semantică indefinită ca „a”, „one” sau „some”, sau neînsoțit).
În secolul al XIX-lea, cele două tipuri de adjective - indefinite și definite - erau de asemenea denumite „tari” și „slabe”, denumiri care sunt încă folosite. Aceste denumiri erau bazate pe apariția celor două seturi de terminații din germana modernă. În germană, terminațiile pentru cazul distinctiv folosit odată pentru substantive aproape că a dispărut, iar asta a determinat ca încercarea de a deosebi un caz de altul să fie preluată de către determinanți și adjective. Mai mult, datorită cunoscutul schimb de sunete, terminațiile variate ale adjectivelor definite (n) au fuzionat până când au mai rămas doar două terminații (-e and -en) folosite pentru exprimarea unei categorii flexionare din cele șasprezece (masculin/feminin/neutru/plural împreună cu nominativ/acuzativ/dativ/genitiv - germana modernă unește toate genurile la plural). Terminațiile adjectivelor indefinite (a/ō) au fost mai puțin afectate de către schimbul de sunete, așadar au mai rămas șase terminații (-, -e, -es, -er, -em, -en), distribuite într-un așa fel încât să poată exprima categoriile flexionare cu ușurință. 

Următorul tabel înfățișează un substantiv tipic de tipul a, din proto-germanică, *fiskaz („pește”), și dezvoltarea sa în diverse limbi literare vechi:
|          |                    | Proto-germanică | Gotică   | Nordică veche | Germană veche înaltă | Germană medie înaltă | Germană   | Engleză veche     | Saxonă veche | Frizonă veche     |
| -------- | ------------------ | --------------- | -------- | ------------- | -------------------- | -------------------- | --------- | ----------------- | ------------ | ----------------- |
| Singular | Nominativ          | *fisk-az        | fisk-s   | fisk-r        | visk                 | visch                | fisch     | fisc              | fisc         | fisk              |
| Singular | Vocativ            | *fisk           | fisk     | fisk-r        | visk                 | visch                | fisch     | fisc              | fisc         | fisk              |
| Singular | Acusativ           | *fisk-ą         | fisk     | fisk          | visk                 | visch                | fisch     | fisc              | fisc         | fisk              |
| Singular | Genitiv            | *fisk-as, -is   | fisk-is  | fisk-s        | visk-es              | visch-es             | fisch-es  | fisc-es < fisc-æs | fisc-as, -es | fisk-is, -es      |
| Singular | Dativ              | *fisk-ai        | fisk-a   | fisk-i        | visk-a               | visch-e              | fisch-(e) | fisc-e < fisc-æ   | fisc-a, -e   | fisk-a, -i, -e    |
| Singular | Instrumental       | *fisk-ō         | --       | --            | visk-u               | --                   | --        | fisc-e < fisc-i   | fisc-u       | --                |
| Plural   | Nominativ, Vocativ | *fisk-ôs, -ôz   | fisk-ōs  | fisk-ar       | visk-a               | visch-e              | fisch-e   | fisc-as           | fisc-ōs, -ās | fisk-ar, -a       |
| Plural   | Acusativ           | *fisk-anz       | fisk-ans | fisk-a        | visk-ā               | visch-e              | fisch-e   | fisc-as           | fisc-ōs, -ās | fisk-ar, -a       |
| Plural   | Genitiv            | *fisk-ǫ̂         | fisk-ē   | fisk-a        | visk-ō               | visch-e              | fisch-e   | fisc-a            | fisc-ō, -ā   | fisk-a            |
| Plural   | Dativ              | *fisk-amaz      | fisk-am  | fisk-um, -om  | visk-um              | visch-en             | fisch-en  | fisc-um           | fisc-un, -on | fisk-um, -on, -em |
| Plural   | Instrumental       | *fisk-amiz      | --       | --            | --                   | --                   | --        | --                | --           | --                |

## Comparația vocabularului
Câțiva dintre termenii din tabelul de mai jos au avut parte de schimb semantic. De exemplu, forma Sterben și alți termeni pentru a deceda au aceeași origine cu cuvântul din engleză starve („a flămânzi”; literal, „a muri de foame”). Există de asemenea cel puțin un exemplu de împrumut dintr-o origine ne-germanică (ounce-uncie, și alte înrudite din latină).
| Română   | Engleză                  | Scoțiană | Frizonă de vest   | Afrikaans     | Neerlandeză        | Olandeză (Limburgheză)          | Germană inferioară       | Germană inferioară (Groningen) | Germană medie (Luxemburgheză) | Germană         | Idiș                  | Gotică      | Islandeză                            | Feroeză                    | Suedeză                    | Daneză                     | Norvegiană (Bokmål)        | Norvegiană (Nynorsk)         |
| -------- | ------------------------ | -------- | ----------------- | ------------- | ------------------ | ------------------------------- | ------------------------ | ------------------------------ | ----------------------------- | --------------- | --------------------- | ----------- | ------------------------------------ | -------------------------- | -------------------------- | -------------------------- | -------------------------- | ---------------------------- |
| măr      | apple                    | aiple    | apel              | appel         | appel              | appel                           | Appel                    | Abbel                          | Apel                          | Apfel           | עפל / epl             | aplus       | epli                                 | epli                       | äpple                      | æble                       | eple                       | eple                         |
| tablă    | board                    | buird    | board             | bord          | bord               | bórdj/telleur                   | Boord                    | Bred                           | Briet                         | Brett           | ברעט / bret           | baúrd       | borð                                 | borð                       | bord                       | bord                       | bord                       | bord                         |
| fag      | beech                    | beech    | boeke             | beuk          | beuk               | beuk                            | Boeoek / Böök            | Beukenboom                     | Bich                          | Buche           | –                     | bōka/-bagms | beyki                                | bók(artræ)                 | bok                        | bøg                        | bok                        | bok / bøk                    |
| carte    | book                     | beuk     | boek              | boek          | boek               | book                            | Book                     | Bouk                           | Buch                          | Buch            | בוך / bukh            | bōka        | bók                                  | bók                        | bok                        | bog                        | bok                        | bok                          |
| sân      | breast                   | breest   | boarst            | bors          | borst              | boors                           | Bost                     | Bôrst                          | Broscht                       | Brust           | ברוסט / brust         | brusts      | brjóst                               | bróst / bringa             | bröst                      | bryst                      | bryst                      | bryst                        |
| brun     | brown                    | broun    | brún              | bruin         | bruin              | broen                           | bruun                    | broen                          | brong                         | braun           | ברוין / broyn         | bruns       | brúnn                                | brúnur                     | brun                       | brun                       | brun                       | brun                         |
| zi       | day                      | day      | dei               | dag           | dag                | daag                            | Dag                      | Dag                            | Do                            | Tag             | טאג / tog             | dags        | dagur                                | dagur                      | dag                        | dag                        | dag                        | dag                          |
| mort     | dead                     | deid     | dea               | dood          | dood               | doed                            | dood                     | dood                           | dout                          | tot             | טויט / toyt           | dauþs       | dauður                               | deyður                     | död                        | død                        | død                        | daud                         |
| muri     | die (starve)             | dee      | stjerre           | sterf         | sterven            | stèrve                          | sterven / starven / döen | staarven                       | stierwen                      | sterben         | שטארבן / shtarbn      | diwan       | deyja                                | doyggja                    | dö                         | dø                         | dø                         | døy / starva                 |
| destul   | enough                   | eneuch   | genôch            | genoeg        | genoeg             | genóg                           | noog                     | genog                          | genuch                        | genug           | גענוג / genug         | ganōhs      | nóg                                  | nóg/nógmikið               | nog                        | nok                        | nok                        | nok                          |
| deget    | finger                   | finger   | finger            | vinger        | vinger             | veenger                         | Finger                   | Vinger                         | Fanger                        | Finger          | פינגער / finger       | figgrs      | fingur                               | fingur                     | finger                     | finger                     | finger                     | finger                       |
| da       | give                     | gie      | jaan              | gee           | geven              | geve                            | geven                    | geven                          | ginn                          | geben           | געבן / gebn           | giban       | gefa                                 | geva                       | ge / giva                  | give                       | gi                         | gje(va)                      |
| sticlă   | glass                    | gless    | glês              | glas          | glas               | glaas                           | Glas                     | Glas                           | Glas                          | Glas            | גלאז / gloz           | –           | glas                                 | glas                       | glas                       | glas                       | glass                      | glas                         |
| aur      | gold                     | gowd     | goud              | goud          | goud               | goud / góldj                    | Gold                     | Gold                           | –                             | Gold            | גאלד / gold           | gulþ        | gull                                 | gull                       | guld / gull                | guld                       | gull                       | gull                         |
| bine/bun | good                     | guid     | gód               | goed          | goed               | good                            | good                     | goud                           | gutt                          | gut             | גוט / gut             | gōþ(is)     | góð(ur) / gott                       | góð(ur) / gott             | god                        | god                        | god                        | god                          |
| mână     | hand                     | haund    | hân               | hand          | hand               | hand                            | Hand                     | Haand                          | Hand                          | Hand            | האנט / hant           | handus      | hönd                                 | hond                       | hand                       | hånd                       | hånd                       | hand                         |
| cap      | head                     | heid     | holle             | hoof / kop    | hoofd / kop        | kop                             | Kopp / höved             | Heufd / Kop                    | Kopp                          | Haupt / Kopf    | הויפט/קאפ / hoypt/kop | háubiþ      | höfuð                                | høvd / høvur               | huvud                      | hoved                      | hode                       | hovud                        |
| mare     | high                     | heich    | heech             | hoog          | hoog               | hoeg                            | hoog                     | hoog / höch                    | héich                         | hoch            | הויך / hoykh          | háuh        | hár                                  | høg / ur                   | hög                        | høj                        | høy / høg                  | høg                          |
| acasă    | home                     | hame     | hiem              | heim / tuis   | heem, heim / thuis | thoes                           | Tohuus / heem            | Thoes                          | Heem                          | Heim(at)        | היים / heym           | háimōþ      | heim                                 | heim                       | hem                        | hjem                       | hjem / heim                | heim                         |
| cârlig   | hook / crook             | heuk     | hoek              | haak          | haak               | haok                            | Haak                     | Hoak                           | Krop / Kramp                  | Haken           | האק / hak             | kramppa     | haki / krókur                        | krókur / ongul             | hake / krok                | hage / krog                | hake / krok                | hake / krok                  |
| casă     | house                    | hoose    | hûs               | huis          | huis               | hoes                            | Huus                     | Hoes                           | Haus                          | Haus            | הויז / hoyz           | hūs         | hús                                  | hús                        | hus                        | hus                        | hus                        | hus                          |
| mult     | many                     | mony     | mannich / mennich | baie / menige | menig              | minnig                          | Mennig                   | Ìnde                           | –                             | manch           | מאנכע / mankhe        | manags      | margir                               | mangir / nógvir            | många                      | mange                      | mange                      | mange                        |
| lună     | moon                     | muin     | moanne            | maan          | maan               | maon                            | Maan                     | Moan                           | Mound                         | Mond            | –                     | mēna        | máni / tungl                         | máni                       | måne                       | måne                       | måne                       | måne                         |
| noapte   | night                    | nicht    | nacht             | nag           | nacht              | nach                            | Nach / Nacht             | Nacht                          | Nuecht                        | Nacht           | נאכט / nakht          | nótt        | nótt                                 | nátt                       | natt                       | nat                        | natt                       | natt                         |
| nu (ba)  | no (nay)                 | nae      | nee               | nee           | nee(n)             | nei                             | nee                      | nee / nai                      | nee(n)                        | nee / nein / nö | ניין / neyn           | nē          | nei                                  | nei                        | nej / nä                   | nej / næ                   | nei                        | nei                          |
| bătrân   | old (dar: elder, eldest) | auld     | âld               | oud           | oud                | aajt (vechi) / gammel (decăzut) | old / gammelig           | old / olleg                    | aalt                          | alt             | אלט / alt             | sineigs     | gamall (dar: eldri, elstur) / aldinn | gamal (dar: eldri, elstur) | gammal (dar: äldre, äldst) | gammel (dar: ældre, ældst) | gammel (dar: eldre, eldst) | gam(m)al (dar: eldre, eldst) |
| unu      | one                      | ane      | ien               | een           | een                | ein                             | een                      | aine                           | een                           | eins            | איין / eyn            | áins        | einn                                 | ein                        | en                         | en                         | en                         | ein                          |
| uncie    | ounce                    | unce     | ûns               | ons           | ons                | óns                             | Ons                      | Onze                           | –                             | Unze            | –                     | unkja       | únsa                                 | únsa                       | uns                        | unse                       | unse                       | unse / unsa                  |
| zăpadă   | snow                     | snaw     | snie              | sneeu         | sneeuw             | sjnie                           | Snee                     | Snij / Snèj                    | Schlue                        | Schnee          | שניי / shney          | snáiws      | snjór                                | kavi / snjógvur            | snö                        | sne                        | snø                        | snø                          |
| piatră   | stone                    | stane    | stien             | steen         | steen              | stein                           | Steen                    | Stain                          | Steen                         | Stein           | שטיין / shteyn        | stáins      | steinn                               | steinur                    | sten                       | sten                       | stein                      | stein                        |
| acel     | that                     | that     | dat               | daardie / dit | dat / die          | dat / tot                       | dat / dit                | dat / dij                      | dat                           | das             | דאס / dos             | þata        | það                                  | tað                        | det                        | det                        | det                        | det                          |
| doi      | two / twain              | twa      | twa               | twee          | twee               | twie                            | twee                     | twij / twèje                   | zoo / zwou / zwéin            | zwei/zwo        | צוויי / tsvey         | twái        | tveir / tvær / tvö                   | tveir / tvey / tvær / tvá  | två / tu                   | to                         | to                         | to                           |
| cine     | who                      | wha      | wa                | wie           | wie                | wee                             | wokeen                   | wel                            | wien                          | wer             | ווער / ver            | Ƕas / hwas  | hver                                 | hvør                       | vem                        | hvem                       | hvem                       | kven                         |
| vierme   | worm                     | wirm     | wjirm             | wurm          | worm               | weurm                           | Worm                     | Wörm                           | Wuerm                         | Wurm / Made     | ווארעם / vorem        | maþa        | maðkur / ormur                       | maðkur / ormur             | mask / orm                 | orm                        | makk / mark / orm          | makk/mark/orm                |
| Română   | Engleză                  | Scoțiană | Frizonă de vest   | Afrikaans     | Neerlandeză        | Olandeză (Limburgheză)          | Germană inferioară       | Germană inferioară (Groningen) | Germană medie (Luxemburgheză) | Germană         | Idiș                  | Gotică      | Islandeză                            | Feroeză                    | Suedeză                    | Daneză                     | Norvegiană (Bokmål)        | Norvegiană (Nynorsk)         |